# 加拿大環境及氣候變化部
加拿大环境及气候变化部（英語：Environment and Climate Change Canada），是加拿大政府負責協調環境政策和方案，以及保護並提高自然環境與可再生資源的行政部門。

## 历史
加拿大環境部自2005年起，持續進行机构改革，以集中權力和決策，以及政策執行標準化
加拿大環境部将全国划分为數個地理區域进行环境管理，即大西洋地區（包括濱海諸省與紐芬蘭-拉布拉多）、魁北克地区、首都地区、安大略地区、北冰洋与魁北克地区（努納武特、西北地區、草原三省、不列顛哥倫比亞與育空）。
加拿大環境部執法局負責保護、保存環境與野生生物。根據《加拿大環境保護法》（Canadian Environmental Protection Act），執法官擁有與治安官相等的權力。
執法官分為環境執法处與野生生物執法处兩大類。前者執行《加拿大環境保護法》（Canadian Environmental Protection Act）和《漁業法》（Fisheries Act）污染規定及其他相關規定。後者執行《候鳥保护法》（Migratory Birds Convention Act）、《加拿大野生動物法》（Canada Wildlife Act）、《瀕危物種法》（Species at Risk Act）和《野生動植物保護與國際及省際貿易法》（The Wild Animal and Plant Protection and Regulation of International and Interprovincial Trade Act）。

## 职责
根據《加拿大憲法》，加拿大環境管理的權責由聯邦政府與省/地方政府共同擁有。例如，省級政府擁有允許工廠汙染排放（如廢氣）的主要權力。聯邦政府負責國家的毒物管理（如苯）。環境部提供環境選擇計畫（Environmental Choice Program）的管理工作：將達到全球環境標誌組織（Global Ecolabelling Network）國際標準的國內製造產品或服務標上生態標籤，提供給消費者選擇。根據《加拿大環境保護法》，環境部是確保清除有危險汙染物及油輪漏油的聯邦部門。環境部也負責國際環境議題（如美加空氣議題）。
- 保護和提高自然環境品質，包括水、空氣與土壤品質
- 可再生資源，包括候鳥和其他非本地動植物
- 水資源
- 氣象
- 執行由國際聯合委員會（International Joint Commission）制定的規定
- 協調加拿大政府關於保護並提高自然環境的政策與方案

## 机构设置
加拿大环境及气候变化部设置下列机构：
- 执法局
  - 环境执法处
  - 野生动物执法处
- 环境保护局
  - 加拿大野生动物局（英语：Canadian Wildlife Service）[3]
  - 化学处
  - 能源与交通处
  - 环保作业处
  - 立法和监管事务处
  - 核心战略处
- 加拿大气象局[4]
  - 天气和环境监测处[5]
    - 气候监测科
    - 加拿大水资源调查局（英语：Water Survey of Canada）

  - 天气和环境业务（区域天气业务）处
  - 天气和环境预报与服务处[6]
    - 国防气象局[7]
    - 海事和海冰局（加拿大极冰局）（英语：Canadian Ice Service）
    - 全国天气预报中心
    - 加拿大气象广播（英语：Weatheradio Canada）

  - 加拿大飓风中心（英语：Canadian Hurricane Centre）[8]
- 科学技术局
  - 大气与气候科学处[9]
  - 水文科学技术局
    - 国家水资源研究所

  - 全国污染物排放清册（英语：National Pollutant Release Inventory）[10]
  - 野生动物与景观科学处[11]
  - 空气质量流动源排放测量与研究处[12]

加拿大環境評估局是獨立機構，負責向環境部長提出報告。加拿大公園管理局負責管理加拿大國家公園系統，在1998年脫離環境部，成為向文化遺產部長報告的機構，2003年再度由環境部長管理。

## 外部連結
- 加拿大環境部（页面存档备份，存于）
- 加拿大氣象局（页面存档备份，存于）